# Mitridat II. Kioški
Mitridat II. Kioški (starogrško Mιθριδάτης, Mιθραδάτης) je bil perzijski plemič, ki je leta 337 pr. n. št. nasledil svojega sorodnika ali očeta Ariobarzana II. kot vladar grškega mesta Kios v Miziji, zdaj Turčija, * okoli 386 pr. n. št., † okoli  302 pr. n. št.
Diodor Sicilski mu je pripisal petintridesetletno vladavino, vendar se zdi, da je bila njegova vladavina pred tem prekinjena. Okoliščine, ki so privedle do njegovega izgona ali podložnosti, niso znane. O njem ni nič znanega vse do njegove smrti okoli leta 302 pr. n. št. Zdi se, da se je podredil makedonskemu kralju Antigonu I. Monoftalmu, ki je poskrbel za atentat nanj, da bi preprečil njegovo pridružitev Kasandru Makedonskemu in njegovim somišljenikom. 
Po Lukijanu je bil ob smrti star vsaj štiriinosemdeset let, kar pomeni, da je verjetno ista oseba kot Mitridat, sin Ariobarzana, ki je v mladosti ujel in obsodil na smrt perzijskega vojskovodjo Radama. Mitridatov sorodnik je bil pontski kralj Mitridat I. Pontski, čeprav ni znano, ali je bil njegov sin. 
Mitridat II. Kioški je zato verjetno tudi tisti Mitridat, ki ga omenja Ksenofont. Zanj pravi, da je izdal svojega očeta, na kar namiguje tudi  Aristotel. Med uporom satrapov v 360. letih pr. n. št. je Mitridat pretental Datama, da mu je začel zaupati, potem pa je leta 362 pr. n. št. poskrbel za njegov umor. Na podoben način je Mitridat svojega očeta Ariobarzana  predal svojemu perzijskemu vladarju. Ariobarzan je bil leta 362 pr. n. št. križan. 
Mitridat II. Kioški verjetno ni bil tisti Mitridat, ki je spremljal Kira Mlajšega  okoli 401 pr. n. št. Prav tako ni bil tisti Mitridat, ki ga je Ksenofont omenil kot satrapa Kapadokije in Likaonije v poznem 5. stoletju pr. n. št. 
Med letoma 362 in 337 pr. n. št. je družinski fevd Kios v Miziji upravljal Ariobarzan II. Kioški, verjetno Mitridatov brat.